# کای شیانگ
 کای شیانگ (انگلیسی: Cai Xiang؛ ۱۰۱۲ – ۱۰۶۷) یک شاعر، خوشنویس، محقق، افسر و مهندس سازه اهل چین بود.